# Histoire d'une vie
Histoire d'une vie (Sippur hayim) est un récit autobiographique de Aharon Appelfeld publié originellement en 1999.
La traduction française, signée Valérie Zenatti, paraît le 15 septembre 2004 aux éditions de l'Olivier. L'ouvrage reçoit la même année le prix Médicis étranger.

## Résumé
Ce récit de la vie de l'écrivain Aharon Appelfeld commence avec son enfance à Czernowitz dans la région de Bucovine, alors située en Roumanie. Fils d'un couple juif moldave intégré dans la ville, sa famille est exterminée en camps de concentration en 1942 lorsque Aharon a dix ans. Son père et lui sont envoyés dans un camp de travail d'où il réussit à s'évader. Commence alors une errance de nombreux mois dans la forêt. A la fin de la guerre, seul, l'enfant de douze ans décide de partir pour la Palestine. 
Après des années d'errance, il arrive dans le jeune état d'Israël, désorienté par une langue qu'il ne parle pas, l'hébreu, et une culture qu'il connait peu. Il doit se recréer une nouvelle vie, sans renier son héritage de Juif d'Europe centrale, et par la découverte de la langue de son pays d'adoption deviendra un des plus importants écrivains israéliens.

## Éditions
- Éditions de l'Olivier, 2004  (ISBN 2879294398)
- Éditions du Seuil, coll. « Points » no P1384, 2005  (ISBN 2-02-083794-3)

## Adaptation au théâtre
- 2015 : Appelfeld, des mots pour la vie, adaptation pour la scène du récit autobiographie Histoire d'une vie, mise en scène Bernard Levy, présentée du 10 au 19 mars au Théâtre 71 de Malakoff.